# Ignacy Karpowicz
Ignasi Karpowicz (Białysto, Polonia, 1976) es un escritor, traductor polaco.  Su novela Balladyny y romanse , traducida al castellano como Cuando los dioses bajaron a Varsovia y alrededores, ganó el premio Polityka Passport en 2010.

## Biografía
Creció en el pueblo de Słuczanka. Posteriormente sus padres se trasladaron a Białystok, donde estudió primaria y secundaria. Posteriormente se apuntó en la Universidad de Varsovia.
El año 2006 la editorial CZarne publicó su primera novela Niehalo, por la cual fue nominado para el premio Polityka Passport. Un año después publicó la novela Cud. El 2009 quedó finalista del premio literario Nike con su novela Gesty. Finalmente, el octubre del 2010 ganó el premio Polityka Passport por Balladyny y romanse. Dos de sus posteriores novelas han vuelto a ser finalistas del premio Nike, el más famoso premio literario en Polonia. Como traductor, traduce literatura del inglés, español y el amárico. Actualmente vive en Varsovia.

## Obras
- Niehalo (Czarne 2006)
- Cud (Czarne 2007)
- Nowy Kwiat Cesarza (Panństwowy Instytut Wydawniczy 2007)
- Gesty (Wydawnictwo Literackie 2008)
- Balladyny y romanse (Wydawnictwo Literackie 2010)
- Ości (Wydawnictwo Literackie 2013)
- Sońka (Wydawnictwo Literackie 2014)
- Miłość (Wydawnictwo Literackie 2017)